# Luigi Bertrando
Luigi Bertrando, al secolo Luis Beltrán Eixarch (Valencia, 1º gennaio 1526 – Valencia, 9 ottobre 1581), è stato un religioso e missionario spagnolo.
Svolse il suo apostolato tra gli indigeni dell'America centrale e meridionale. Beatificato nel 1608, è stato proclamato santo da papa Clemente X nel 1671.

## Biografia
Imparentato con Vincenzo Ferreri, il 26 agosto del 1544 si fece domenicano nel convento di San Domenico della sua città: venne ordinato sacerdote nel 1547 dall'arcivescovo Tommaso di Villanova e l'anno successivo venne assegnato al convento di Llombai, dove ricoprì l'ufficio di Maestro dei novizi.
Fu in relazione epistolare con Teresa d'Avila, di cui incoraggiò il progetto di riforma dell'ordine carmelitano.
Nel 1562 partì come missionario per le Americhe: si dedicò all'evangelizzazione degli indigeni delle isole caraibiche e della colonia spagnola di Nuova Granata (l'attuale Colombia), godendo fama di grande predicatore ed operatore di miracoli.
Rientrò in patria nel 1569, continuando a dedicarsi alle missioni interne. Fu tra i più fidati consiglieri e collaboratori del vescovo di Valencia Giovanni de Ribera.

## Il culto
Venne proclamato beato da papa Paolo V il 19 luglio del 1608 e papa Clemente X lo canonizzò il 12 aprile 1671 (nella stessa cerimonia vennero innalzati all'onore degli altari anche Gaetano di Thiene, Rosa da Lima e Filippo Benizi). 
Papa Alessandro VIII lo ha dichiarato patrono della Colombia.
Il suo elogio si legge nel Martirologio romano al 9 ottobre.

## Iconografia
In arte è spesso raffigurato con l'abito del suo ordine e nell'atto di benedire una coppa da cui fuoriesce un serpente (secondo la tradizione, avrebbero tentato di avvelenarlo ma ne sarebbe uscito indenne): celebri le sue immagini dipinte da Francisco de Zurbarán e Giovanni Battista Piazzetta.